# Taxi 2
Taxi 2 — Гоночная игра, выпущенная в июне 2000 года для Windows и Game Boy Color, в 2001 году — для Dreamcast, и в мае 2002 года для PlayStation. Игра основана на одноимённом фильме.

## Геймплей
Игрок управляет водителем Даниэлем Моралесом и должен водить его такси в миссиях, которые следуют за сюжетом одноимённого фильма.

## Критика
Gamesvideo.com оценил версии для PC и PS крайне негативно. Лишь версия для GBC получила положительные отзывы.